# Zekelita
Zekelita là một chi bướm đêm thuộc họ Erebidae. Hiện tại nó được coi là đồng nghĩa của Rhynchina. Nếu được coi là chi riêng biệt, nó sẽ bao gồm các loài:
- Zekelita antiqualis  (Hübner, [1809])
- Zekelita ravalis  (Herrich-Schäffer, 1851)